# Oscar Hijuelos
Oscar Jerome Hijuelos (New York, 24 agosto 1951 – New York, 12 ottobre 2013) è stato uno scrittore statunitense vincitore del Premio Pulitzer per la narrativa nel 1990 per il romanzo I Mambo Kings suonano canzoni d'amore.

## Biografia
Oscar Jerome Hijuelos nasce il 24 agosto 1951 a New York da immigrati cubani.
Dopo un viaggio a Cuba, a soli tre anni contrae una grave malattia che lo lascia per quasi un anno all'ospedale. Una volta guarito Hijuelos dimentica completamente la lingua spagnola e parla solo inglese. 
Dopo gli studi all'Università di New York dove consegue un Bachelor of Arts ed un Master of Arts, esordisce nel 1983 con il romanzo Our House in the Last World. 
La consacrazione avviene sette anni dopo con I Mambo Kings suonano canzoni d'amore. Tradotto in più di trenta lingue viene insignito (primo ispanico) del premio Pulitzer e diventa un film nel 1992.
Muore a 62 anni il 12 ottobre 2013 a Manhattan colto da infarto durante una partita di tennis.

## Opere
- Our House in the Last World (1983)
- I Mambo Kings suonano canzoni d'amore (The Mambo Kings Play Songs of Love) (1989), Milano, Mondadodri, 1990 ISBN 88-04-33350-2
- The Fourteen Sisters of Emilio Montez O'Brien (1993)
- Mr. Ives' Christmas (1995)
- Empress of the Splendid Season (1999)
- A Simple Habana Melody (from when the world was good) (2002)
- Dark Dude (2008)
- Beautiful Maria of My Soul (2010)
- Thoughts Without Cigarettes: A Memoir (2011)
- Twain & Stanley Enter Paradise (2015) (postumo)

## Filmografia
- I re del mambo (The Mambo Kings) 81992) regia di Arne Glimcher (soggetto)